# 順欣花園
順欣花園（英語：Sunningdale Garden）是由順成建築有限公司經營的「紹新有限公司」發展的私人參建居屋屋苑，由梁黃顧建築師事務所（梁鵬程建築師）設計，劍雄建築工程有限公司承建，位於香港新界上水市地段57號智昌路，鄰近上水名都及石湖墟綜合大樓，共有3座21層高及1座20層高樓宇，共有830個單位，當中各座的A及F室更設有露台設計，在1992年落成，首次推出時售價為318,900-530,600港元。

## 屋苑資料

### 樓宇
| 樓宇名稱 | 樓宇類型                          | 落成年份 | 每座層數 | 每層伙數 | 每座單位數目(伙) | 建築師                              | 承建商               | 提供升降機的廠商 |
| -------- | --------------------------------- | -------- | -------- | -------- | ---------------- | ----------------------------------- | -------------------- | ---------------- |
| 第1座    | 私人機構參建居屋計劃 （十字井型） | 1992年   | 20       | 10       | 200              | 梁鵬程建築師 （梁黃顧建築師事務所） | 劍雄建築工程有限公司 | 東芝             |
| 第2座    | 私人機構參建居屋計劃 （十字井型） | 1992年   | 21       | 10       | 210              | 梁鵬程建築師 （梁黃顧建築師事務所） | 劍雄建築工程有限公司 | 東芝             |
| 第3座    | 私人機構參建居屋計劃 （十字井型） | 1992年   | 21       | 10       | 210              | 梁鵬程建築師 （梁黃顧建築師事務所） | 劍雄建築工程有限公司 | 東芝             |
| 第4座    | 私人機構參建居屋計劃 （十字井型） | 1992年   | 21       | 10       | 210              | 梁鵬程建築師 （梁黃顧建築師事務所） | 劍雄建築工程有限公司 | 東芝             |

## 物業管理經理人酬金事件
順欣花園是一個公契規定經理人酬金佔大廈總支出百分之10的屋苑，它與置邦物業管理有限公司（前為怡高物業管理有限公司）的合約期為十年。
順欣花園業主立案法團主席余智成發現，這種收費模式可能使物業管理公司傾向不為屋苑節省開支。其後，順欣花園在2003年5月也成功辭退置邦物業管理有限公司，改為由其士富居物業管理有限公司管理，整個屋苑的經理人酬金由每月約$80,000元減為每月定額$19,000。

## 外部連結
- 房屋署順欣花園資料 （页面存档备份，存于）